# CLion
CLion — интегрированная среда разработки для языков программирования Си и C++, разрабатываемая компанией JetBrains. Состояние CLion — бесплатная для некоммерческого использования. Подходит для операционных систем Windows, macOS и Linux.
Начиная с версии 2017.1 в CLion появилась поддержка новых стандартов C++14 и C++17. Кроме того, пользователи Windows могут проверить новую экспериментальную поддержку компилятора «Microsoft Visual C++».